# Gandra (Ponte de Lima)
Gandra es una freguesia portuguesa del concelho de Ponte de Lima, con 4,32 km² de superficie y 1.141 habitantes (2001). Su densidad de población es de 264,1 hab/km².